# Igreja Presbiteriana Livre do Nepal
A Igreja Presbiteriana Livre do Nepal - em inglês: Free Presbyterian Church of Nepal - é uma denominação reformada presbiteriana conservadora fundada no Nepal, em 2003, por missionários da Igreja Presbiteriana Livre da Irlanda do Norte.

## História
Em 2003, o Rev. Paul Thapa e sua esposa, Mandira, foram enviados pela Igreja Presbiteriana Livre da Irlanda do Norte para atuarem como missionários no Nepal.
A princípio, um orfanato foi formado e várias crianças se converteram ao Cristianismo.
Posteriormente, a denominação passou a transmitir mensagens evangelísticas por uma estação de rádio.
A partir do crescimento do número de membros, em 29 de novembro de 2013, foram ordenados 22 pastores nepaleses e no dia seguinte foi oficialmente organizado o Presbitério da Igreja Presbiteriana Livre do Nepal.
O Rev. Paul Thapa, fundador da denominação, foi eleito o seu moderador.
Pelo rápido crescimento, em 2015, a denominação já era formada por cerca de 100 igrejas.

## Doutrina
A denominação subscreve a Confissão de Fé de Westminster e não permite a ordenação de mulheres. Além disso, se destaca por permitir que suas igrejas optem pelo pedobatismo ou credobatismo e por exigir a abstinência de álcool.